# Динку
Динку (рум. Dâncu) — село у повіті Клуж в Румунії. Входить до складу комуни Агірешу.
Село розташоване на відстані 354 км на північний захід від Бухареста, 32 км на північний захід від Клуж-Напоки.

## Населення
За даними перепису населення 2002 року у селі проживали 108 осіб, з них 105 осіб (97,2%) румунів. Рідною мовою 105 осіб (97,2%) назвали румунську.